# ميلوش فويوفيتش
ميلوش فويوفيتش مواليد 5 سبتمبر 1993 في ستنيي، الجبل الأسود، هو لاعب كرة يد مونتينيغري يلعب كجناح أيسر. مثل منتخب الجبل الأسود لكرة اليد.

## سجل المنافسة
شارك في البطولات التالية:
- بطولة أوروبا لكرة اليد للرجال 2014
- بطولة أوروبا لكرة اليد للرجال 2016

## روابط خارجية
- ميلوش فويوفيتش على موقع الاتحاد الأوروبي لكرة اليد (الإنجليزية)